# Duarry Super Cat

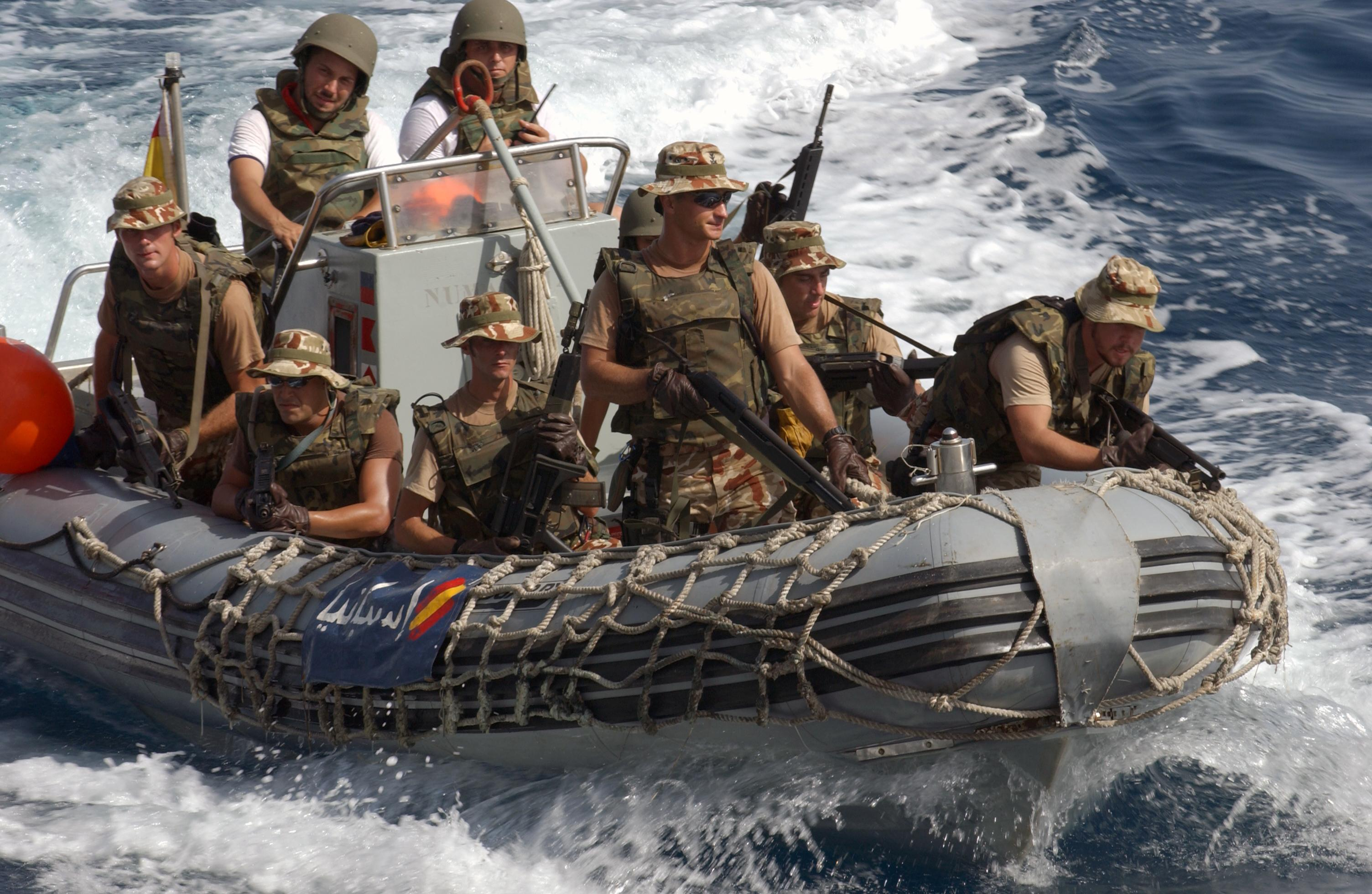

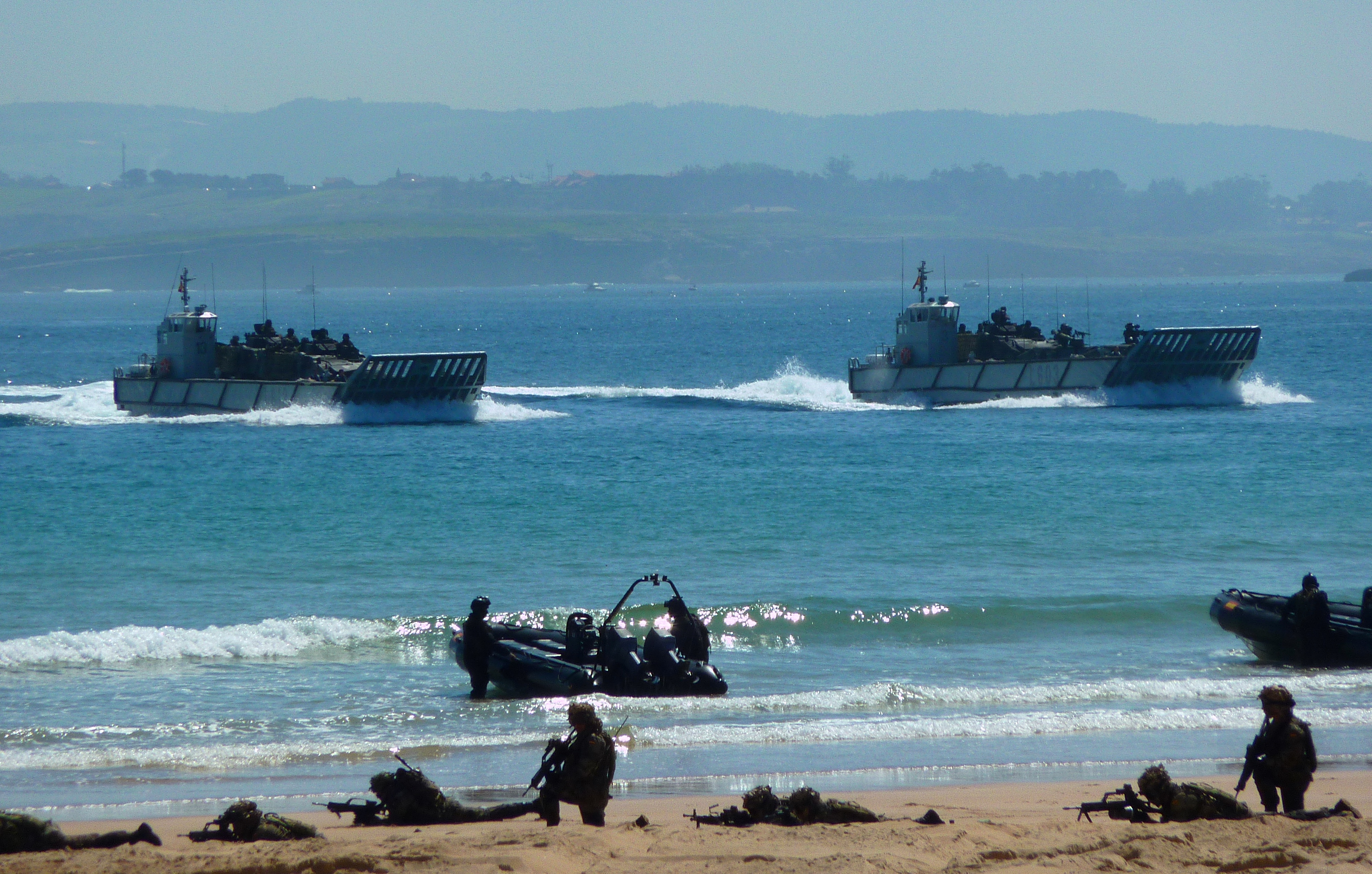
Deux LCM-1E se dirigeant vers la plage en vue d'un débarquement, au premier plan deux Duarry Super Cat qui les ont précédés afin que l'infanterie de marine y établisse une tête de pont

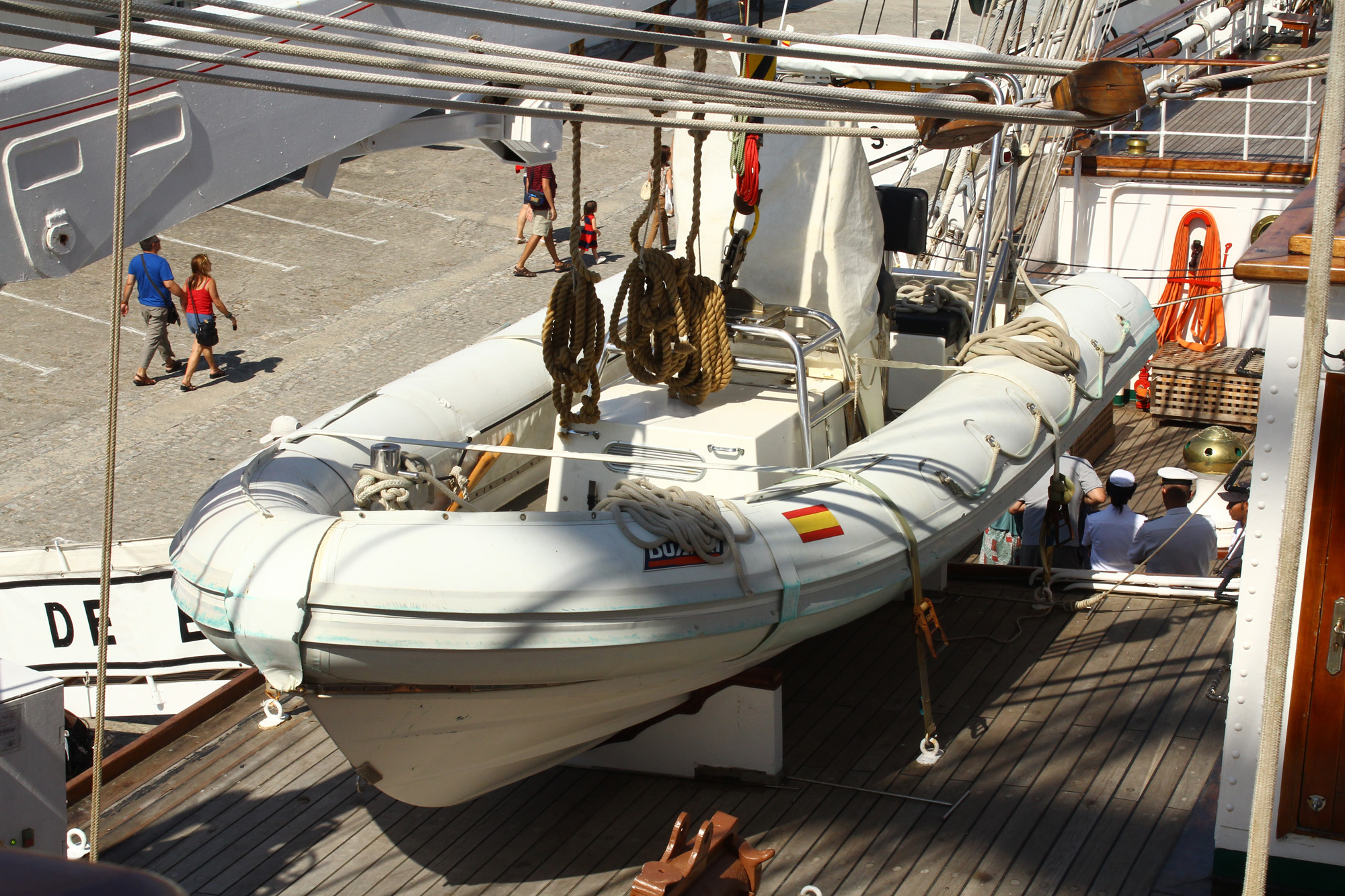
Sur le pont du navire-école Juan Sebastián de Elcano

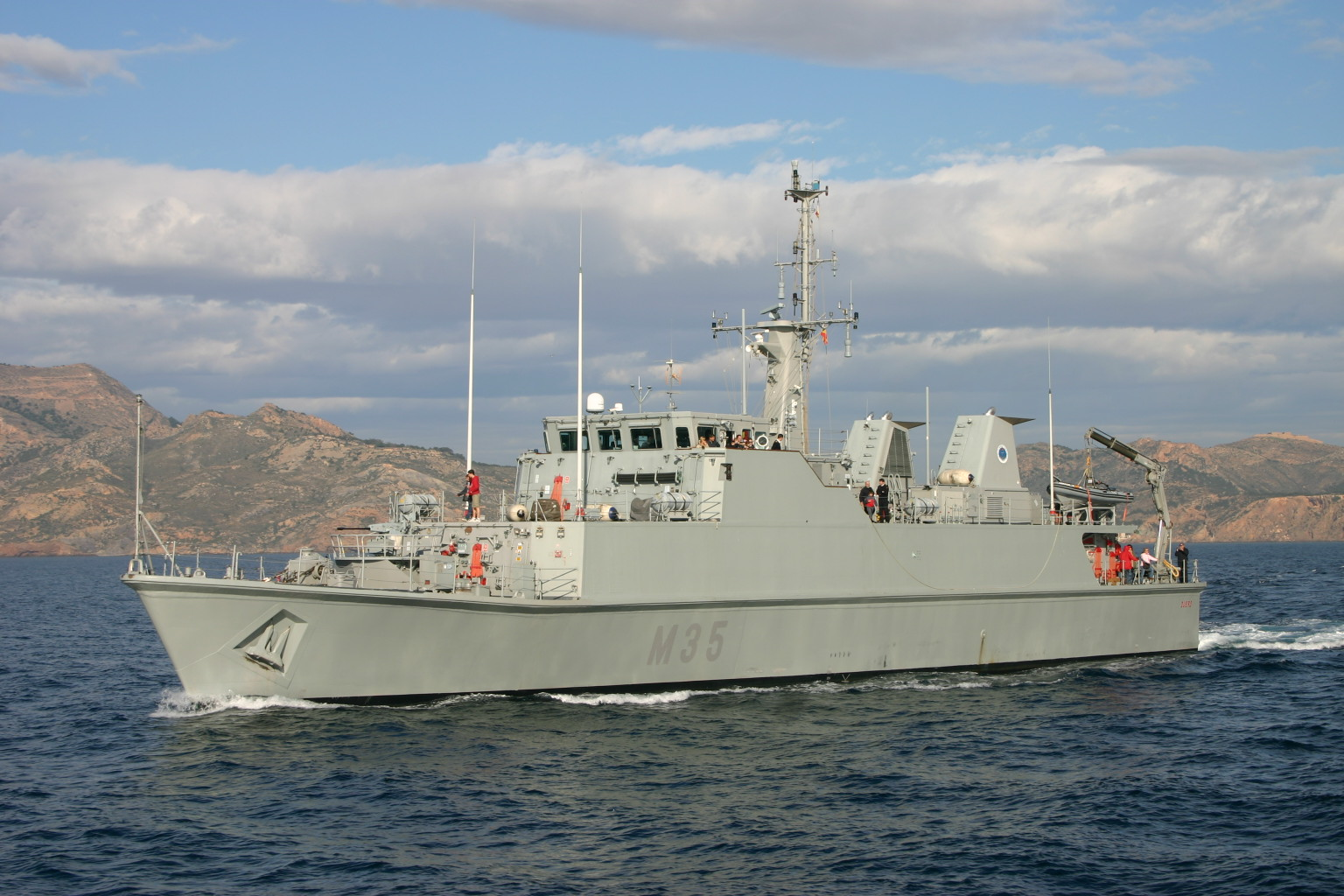
Navire de guerre des mines de Classe Segura avec un Duarry Super Cat au bout de la grue

Le Duarry Super Cat est une classe d'embarcation de débarquement de type canot pneumatique/bateau semi-rigide de l'armada espagnole utilisée par l'infanterie de marine.

## Description
Les Super Cat sont de type canot pneumatique semi-rigide, avec un renfort en Kevlar dans la coque pour résister au fort impact qui se produit lors du débarquement sur une plage. La propulsion est assurée par deux moteurs hors-bord Yamaha de 90 ch qui fournissent une vitesse supérieure à 40 nœuds,. La capacité de transport est un peloton complet, bien que la configuration la plus appropriée (10 ou 6 hommes) dépend du type de mission à effectuer. Le poste de pilotage du bateau est situé au milieu du bateau ou à l'arrière selon la configuration et est tenu par un membre spécialisé portant une combinaison imperméable pour le protéger de l'eau. Ils sont en service avec les Zodiac F-470. Il existe également une version civile.

## Opérateur
Espagne : 12 unités avec moteur hors-bord et 6 autres unités ont été achetées avec la particularité d'avoir le moteur à l'intérieur de la coque. Cette différence est principalement motivée par les problèmes causés par le moteur qui se trouve à l'intérieur lors de la navigation sur des rivières où à l'embouchure de celles-ci, provoquant l'entrée de déchets solides et de boues dans les prises d'eau et l'arrêt du moteur. Pour cette raison, les bateaux ont été acquis avec différents moteurs, intérieurs pour les débarquements sur plage et hors-bord pour tous les autres. Ils fournissent l'outil d'intervention rapide des forces spéciales.
Il est en passe d'être complété ou remplacé par le Zodiac Milpro SRMN 600,. Il a été engagé lors de la crise de l'îlot Persil.

## Navires comparables
- Dinghy
- Zodiac